# Steatoda hui
Steatoda hui är en spindelart som beskrevs av Zhu 1998. Steatoda hui ingår i släktet vaxspindlar, och familjen klotspindlar. Inga underarter finns listade i Catalogue of Life.